# Jacques Ferron
Jacques Ferron fue un francés juzgado y ahorcado en 1750 por copular con una burra.
El juicio tuvo lugar en la comuna de Vanvres y Ferron fue declarado culpable y sentenciado a muerte en la horca. En casos como estos era habitual que el animal también fuera sentenciado a muerte, pero en este caso la burra fue absuelta. El tribunal decidió que el animal era una víctima y no había participado por propia voluntad. Un documento, datado el 19 de septiembre de 1750, fue entregado al tribunal en nombre de la burra atestiguando la naturaleza virtuosa del animal. Firmado por el párroco y otros residentes principales de la comuna, proclamaron que «estaban dispuestos a dar testimonio de que ella es de palabra y hecho y en todos sus hábitos de vida una criatura muy honesta».